# アンドロイドは夢を見るか?/光のうた
『アンドロイドは夢を見るか?/光のうた』（アンドロイドはゆめをみるか？/ひかりのうた）は、2025年5月21日にアップフロントワークス（hachamaレーベル）から発売・および配信されたアンジュルムの19枚目のシングル。

## 概要
- 4期メンバーである上國料萌衣にとっては在籍時最後の参加シングル。
- 初回生産限定盤A・B・スペシャル（以下SP）、通常盤A・Bの5形態での発売。SPを含む初回生産限定盤はCD+Blu-ray Disc、通常盤はCDのみの商品構成。通常盤の初回仕様のみ、トレーディングカードのソロ9種+集合1種よりランダムにて1枚封入（通常盤Aは「アンドロイドは夢を見るか?」Ver.、通常盤Bは「光のうた」Ver.）。

## 収録曲

### 初回生産限定盤A・B・SP・通常盤A・B
1. アンドロイドは夢を見るか?
作詞：西野蒟蒻、作曲・編曲：Erik Lidbom
  - TBSテレビ（関東ローカル・TVer・TBS FREE）『ふるさとの未来』2025年5月度（第251回 - 第254回）エンディングテーマ
2. 光のうた
作詞・作曲：堂島孝平、編曲：鈴木俊介
3. アンドロイドは夢を見るか?（Instrumental）
4. 光のうた（Instrumental）

### 初回限定盤Blu-ray Disc
- A
  - アンドロイドは夢を見るか?（Music Video）
  - アンドロイドは夢を見るか?（Dance Shot Ver.）
  - アンドロイドは夢を見るか?（メイキング映像）

- B
  - 光のうた（Music Video）
  - 光のうた（Dance Shot Ver.）
  - 光のうた（メイキング映像）

- SP（「COUNTDOWN JAPAN 24/25 (2024年12月29日 幕張メッセ国際展示場)）
  - OPENING
  - I 無双 Strong!
  - 美々たる一撃
  - RED LINE
  - MC
  - ドンデンガエシ
  - アイノケダモノ
  - 出すぎた杭は打たれない
  - MC
  - 愛すべきべき Human Life
  - 46億年LOVE
  - 大器晩成

## リリース日一覧
| 地域 | リリース日    | レーベル               | 規格                          | カタログ番号                        |
| ---- | ------------- | ---------------------- | ----------------------------- | ----------------------------------- |
| 日本 | 2025年5月21日 | hachama/UP-FRONT WORKS | CDマキシシングル+Blu-ray Disc | HKCN-50834〜5（初回生産限定盤A）    |
| 日本 | 2025年5月21日 | hachama/UP-FRONT WORKS | CDマキシシングル+Blu-ray Disc | HKCN-50836〜7（初回生産限定盤B）    |
| 日本 | 2025年5月21日 | hachama/UP-FRONT WORKS | CDマキシシングル+Blu-ray Disc | HKCN-50838〜9（初回生産限定盤SP）   |
| 日本 | 2025年5月21日 | hachama/UP-FRONT WORKS | CDマキシシングル              | HKCN-50840（通常盤A）               |
| 日本 | 2025年5月21日 | hachama/UP-FRONT WORKS | CDマキシシングル              | HKCN-50841（通常盤B）               |
| 日本 | 2025年5月21日 | hachama/UP-FRONT WORKS | ダウンロードシングル          | HKCN-50840（LC-AAC・44.1kHz/16bit） |
| 日本 | 2025年5月21日 | hachama/UP-FRONT WORKS | ダウンロードシングル          | HKCN-50840-HR（FLAC・96kHz/24bit）  |

## 参加メンバー
- 4期：上國料萌衣
- 7期：伊勢鈴蘭
- 8期：橋迫鈴
- 9期：川名凜、為永幸音、松本わかな
- 10期：平山遊季
- 11期：下井谷幸穂、後藤花